# Кади Бурханеддин Ахмед
Кади Бурханеддин Ахмед (тур. Kadı Burhaneddin; араб. ‎и перс. قاضي برهان الدين‎; азерб. Qazi Bürhanəddin; 1345—1398) — поэт, учёный и государственный деятель. Ахмед был кади, затем визирем, затем захватил власть и правил в государстве, бывшем до него бейликом Эретнаогуллары, со столицей в Сивасе. Оно называлось «государство Кади Бурханеддина». Отстаивая независимость государства, кади Бурханеддин 18 лет своего правления воевал с османами, мамлюками, Караманидами, Ак-Коюнлу. Писал стихи на тюркском языке. Также писал стихи на персидском и арабском языках, труды по исламскому праву. Диван Кади Бурханеддина был первым диваном на тюркском языке. Кади Бурханеддина считают одним из основоположников турецкой и азербайджанской литературы. 

## Исторический фон
В начале XIV века под напором хулагуидов сельджукский Конийский султанат распался, на его обломках осталось множество мелких бейликов (эмиратов, княжеств). Примерно в 1335 году Эретна-бей, один из монгольских наместников, провозгласил независимость от хулагуидов и, хотя и подчинялся некоторое время мамлюкам, но основал эмират со столицей сначала в Эрзинджане, а потом в Кайсери. Правители бейликов постоянно сражались между собой за территории, границы их княжеств были размыты. В бейлике Эретна правили потомки Эретны-бея, пока Кади Бурханеддин не объявил себя новым правителем в 1381 году.

## Биография

### Происхождение и ранние годы
Первого из предков Ахмеда, перебравшегося в Малую Азию (в Кастамону), звали Мухаммед Расул Севинк из Хорезма. Он происходил из огузского племени салур. Азиз Астрабади так называл отца Ахмеда: Шемседдин Мехмед, сын Сираджеддина Сулеймана, сына Хусамеддина, сына Джелаледдина Хабиба, сына Мухаммеда, сына Ресула, сына Севинча. Прапрадед Ахмеда родился уже в Кастамону, возможно, около 1290 года. Он был замечен кади из Кайсери, который отдал ему в жёны дочь и поспособствовал в получении своей должности. Согласно Азизу Астрабади: «И с тех пор его сыновья и внуки… постоянно занимали эти должности…». Так, четыре поколения мужчин семьи были кади. А. Крымский пишет о Бурханеддине: «сын кадия, внук кадия, правнук кадия и праправнук кадия». Прадед Ахмеда женился на женщине из знатного сельджукского рода и их сын Сулейман Сираджеддин, дед Ахмеда, был уже самого уважаемого происхождения. Сулейман женился на дочери последнего правителя Конийского султаната. Сын Сираджеддина, Шемседдин Мухаммед, был по традиции семьи кади в Кайсери. Говоря о правителе Эретны, Ибн-Арабшах писал об отце Бурханеддина: «У него были ряд эмиров и высокопоставленных лиц, визиров, среди них были Гаданфар ибн Музаффар, Фаридун, Ибн ал-Муайяд, Хаджа Келди, Хаджа Ибрагим и другие, из них самым великим был отец Бурханеддина».
Ахмед родился 3 рамадана 745 года (8 января 1345 года). Мать Ахмеда была знатного происхождения — она была родственницей султана Гияседдина Кей Хосрова, её отцом был Абдулла-челеби, визирь и сын влиятельного сельджукского чиновника Джелаледдина Махмуда Мюстевфи. По словам автора «Истории Олджейту» (Târîḫ-i Olcaytu), Абдаллаха ибн-Али Кашани, матерью Ахмеда была сестра Эретны-бея. Она скончалась, когда Ахмеду было всего полтора года. Первоначально Ахмед получал образование под руководством своего отца. Он изучал персидский и арабский языки, логику, законы, верховую езду, владение мечом и стрельбу из лука.
В 757 (1356) в сопровождении отца он отправился для продолжения обучения в Дамаск, а два года спустя в Каир. Исследователи полагают, что эта поездка была для отца Ахмеда вынужденной, вероятно, он скрылся из Кайсери по политическим причинам. В Каире Ахмед изучал каноническое право (фикх), закон о наследовании (фараид), хадис и тафсир. Затем он вернулся в 1362 году в Дамаск и стал посещать Кутбеддина ар-Рази (Мухаммеда ибн Али Джафара), у которого изучал поэзию в течение полутора лет. Кутбеддин умер в 1364 году. Отец Ахмеда умер примерно в это же время, но раньше. После смерти учителя Ахмед вернулся домой.
После возвращения Ахмеда в 1364 году в Кайсери Эретнаоглу Мехмед-бей назначил его кади и женил на своей дочери. В 1365 году Мехмед-бей умер. То ли он погиб во время кампании против мятежных вассалов бейликов Джаник Хаджи Шадгелди (из Амасьи), Хаджи Эмира Ибрагима (из Миласа) и Кылыч Арслана (из Кара-Хисара), то ли был убит в результате интриг. Роль Ахмеда в его смерти не ясна. Известный шотландский ориенталист Э. Гибб со ссылкой на Ибн Хаджара сообщал, что Ахмед Бурханеддин женился на дочери правителя бейлика. После этого, по какой-то неясной причине, их дружба превратилась в враждебность, и Бурханеддин убил тестя и захватил власть.
Сыну Мехмеда-бея, Алаэддину Али, было всего 13 лет, его некомпетентность и неспособность править привели к потере авторитета власти. Воспользовавшись этими беспорядками в государстве, Караманогуллары захватили Нигде и Аксарай. В 1375 году Караманид Алаэддин захватил Кайсери и Алаэддин Али сбежал в Сивас. В 1378 году кади Ахмед Бурханеддин вернул Кайсери, прогнав Алаэддина Караманоглу, и Алаэддин Али назначил кади своим визирем. Властность Кади Бурханеддина и его желание править самостоятельно привели к конфликту и борьбе между беем и визирем, победителем в которой вышел визирь. Кади Бурханеддин получил и административную, и военную власть, ему было присвоено звание наместника (бейлербея, называемого у сельджуков «melikü'l-ümera»).
Во время своего визирата Кади Бурханеддин принимал меры для улучшения положения в стране. Эмир Хаджи Шадгелды отобрал Амасью у Алаэддина Эретнаоглу. Между Шадгелды и кади Бурханеддином возник конфликт из-за обладания городом. После смерти Алаеддина Али-бея от чумы в Казабаде в 1380 году Народный совет хотел назначить Бурханеддина наибом (регентом, представителем, заместителем; араб. نائب‎) семилетнего сына Алаэддина, Мухаммада, но Бурханеддин отказался, и в итоге наибом стал потомок сельджукских султанов Кылыч Арслан, женившийся на вдове Алаэддина. Многие были недовольны и считали, что Бурханеддин был бы лучшим правителем. Это беспокоило Кылыч Арслана, он решил устранить соперника, но кади Бурханеддин узнал о заговоре и успел убить врага первым. Это произошло 19 февраля 1381 года. Народное собрание поддержало кади и назначило наибом Бурханеддина. Кади Бурханеддин позже, в том же 1381 году, ликвидировал своего главного соперника, хакима Амасьи Хаджи Шадгелды и объявил свой суверенитет в Сивасе. Его имя прочли в хутбе, он послал вестников к султанам и эмирам в Анатолии, в Сирию и Ирак и объявил о своём воцарении.

### Правление
Со ссылкой на Саадеддина Гибб сообщал, что Ахмед Бурханеддин захватил Сивас и Кейсери и правил двадцать или тридцать лет. Это преувеличение, согласно источникам, кади Бурханеддин правил 18 или 17 лет. Годы его правления как султана полны непрекращающегося конфликта с мятежными беями дома и с войнами против таких могущественных противников, как Караманиды, Османы, мамлюки и Ак-Коюнлу.
Кади Бурханеддин умело играл на амбициях беев соседних эмиратов для сталкивания их между собой, он использовал туркменских и монгольских кочевников для усиления войска. Ему почти удалось восстановить бейлик в его первоначальных границах, но, когда Кади занял Малатью, входившую в зону влияния мамлюкского Египта, в 789 году (1387/88) по словам Ибн-Хаджара мощная мамлюкская армия была направлена против Бурханеддина. Мамлюкские войска в союзе с некоторыми малоазийскими эмирами в 1388 году в течение месяца осаждали Сивас. Не сумев победить Кади, султан Баркук заключил с ним мир.
В 1389 году османский султан Мурад погиб в Косовской битве. Его преемник Баязид поспешно отправился в Бурсу, потому что вассальные беи в Анатолии восстали. В антиосманскую коалицию вошли эмиры Карамана, Айдына, Сарухана, Ментеше, Гермияна и Хамида. Караманоглу Алаэддин, зять Баязида, и Кади Бурханеддин были их лидерами. Алаэддин занял Бейшехир и продвинулся до Эскишехира, Гермияноглу Якуб II вернул свои земли, а Бурханеддин захватил Кир-Шери. В мае 1390 года Баязид был в Афьонкарахисаре, готовясь к маршу против Караманоглу. Он отбил Бейшехир и осадил Конью. В это время Сулейман Джандароглу, вернувшийся в Кастамону, заключил союз с Кади Бурханеддином против Баязида, чтобы помочь Караманоглу. По-видимому, эта угроза заставила Баязида отказаться от осады Коньи и подписать договор с Караманоглу. В 1391/92 году Баязид напал на Сулеймана, но Бурханеддин выступил в поддержку своего союзника. В венецианском докладе 6 апреля 1392 года говорится, что Мануил Палеолог, будучи вассалом Баязида, собирался присоединиться к морской экспедиции османов в Синоп, порт Джандаридов. Эта экспедиция закончилась аннексией территории бейлика за исключением Синопа. Сулейман погиб. Затем, несмотря на протесты и угрозы Бурханеддина, Баязид оккупировал Османджик. Но Бурханеддин, наконец, напал на Баязида около Корумлу и заставил его отступить. Бурханеддин дошёл до Анкары и Сиврихисара. Осаждённый силами Бурханеддина, эмир Амасьи Ахмед, сын Шадгелды, принял Османскую помощь против Кади Бурханеддина и передал крепость османам (794/1392). Шильтбергер, пленник, служивший в свите Баязида, описал это так:
В пограничном Карамании городе Марсиван (marsuany) княжил некто Мир-Ахмед (mirachamat, Mirachamad). Узнав, что упомянута страна была занята Баязитом, Мир-Ахмед обратился к нему с просьбою, чтобы он изгнал из его области короля Севастии (Sebast, ныне Сивас) Бурхан-Эддина (wurthanadin, Burhanadin), овладевшего ею и слишком сильного, чтобы сам он с ним мог справиться.

Область же свою он предложил уступить Баязиту за соответствующее ей вознаграждение из своих владений. Баязит тогда послал к нему на помощь своего сына Могаммеда с тридцатью тысячным войском, которое изгнало короля Бурхан-Эддина из края, доставшегося Могаммеду за го, что он так удачно совершил первый свой поход. В свою очередь, Мир-Ахмед получил приличное вознаграждение в другой стране.
В 1391 или 1392 году состоялась битва при Киркдилиме. Придворный поэт Кади Бурханеддина, Азиз бин Ардашир, изображал результат битвы как победу Бурханеддина, но письма Мануила Палеолога, вассала Баязида, участвовавшего в экспедиции, показывают, что это было не так. Местные династии признали Баязида своим сюзереном, но на обратном пути армия была атакована Бурханеддином.

В 1393 году Государство Бурханеддина стало самым могущественным соперником османов в Анатолии, и бейлики были разделены на две партии, одни поддерживали Бурханеддина, а другие Османов. В этом году Баязид совершил ряд походов против Бурханеддина и захватил нескольких городов и крепостей. В 1394 Кади Бурханеддин совершил поход против Карамана. Примерно около 1394 года правители бейликов получили письма от Тимура с настоятельным предложением подчиниться ему. Бурханеддин велел казнить начальников приехавших послов, «отрубив головы начальников гонцов Темура, повесив на шеи оставшихся живыми их головы, водили для показа по своим землям». А Алаэддин-бей Караманоглу воспользовался возможностью и согласился стать вассалом и союзником Тимура. Тем самым кади Бурханеддин Ахмед, правитель Сиваса, оказался между двумя врагами. В 1397 году Бурханеддин был вынужден просить о помощи своего бывшего врага, мамлюкского султана, пообещав стать его вассалом. Помощь требовалась Бурханеддину против наступавшего с Востока Кара-Юлука Османа-бея, основателя Ак-Коюнлу. В своём письме к Баязиду Тимур упоминает Бурханеддина и союз, заключённый им с бывшим врагом, мамлюкским султаном:
жалкий сын судьи из Сиваса Кади Бурхан ад-Дин вынашивает злые замыслы и хочет сотрудничать с черкесским юнцом.
С помощью Баркука Бурханеддину удалось справиться с противником. Затем Бурханеддин, заключив союз уже с Кара-Османом (Кара-Юлуком Осман-беем), сражался против мятежных беев Амасьи и Эрзинджана.

### Смерть Бурханеддина
Бурханеддин был убит в битве с Османом Кара-Юлуком в 1398 году в Карабеле. Османский летописец Саадеддин-эфенди сообщал, что это было в горах Харпут, где Бурханеддин скрылся от Баязида I. В 1398—1399 годах в бейлике правил сын Бурханеддина Зейнел, но вскоре Сивас был поглощён Османами.

Шильтбергер и Ибн Арабшах дают описание событий, связанных со смертью Бурханеддина. По их словам, между Кара-Османом и Бурханеддином был конфликт, связанный с невыполнением Османом условий кочёвки. Кара-Осман неожиданно явился с отрядом в лагерь Бурханеддина, вынудив его бежать. Однако тот не успел скрыться и попал в плен. Кара-Осман осадил Сивас и требовал у сына Бурханеддина сдать город, после отказа он казнил поэта.
несмотря на просьбы Бурхан-Эддина о пощаде и на обещание, что он ему уступит Кесарею , он был предан смерти. Труп его был за тем четвертован и каждый кусок, привязанный к шесту, выставлен пред городом, подобно голове, поставленной на копье.
Сын Бурханеддина обратился за помощью к Баязиду, который послал старшего сына с 40 тысячным войском. Таким образом земли государства Бурханеддина перешли к Баязиду. Как пишет Шильтбергер «в этом походе и я участвовал». Согласно Шильтбергеру и Ибн Арабшаху, Бурханеддин был казнен в месяце Зу-ль-када исламского календаря, то есть в июле-августе 1398 года. Однако в источниках приводятся и другие даты. Ф. К. Брун проанализировал данные источников о смерти Бурханеддина и пришёл к выводу, что дата 1398 год верна. В источниках недостаточно информации о том, где он захоронен, но считается, что он был похоронен в месте под названием Тюрбе Кади Бурханеддина в Сивасе. Надгробные плиты хранятся в Гёк Медресе. Согласно Исламской энциклопедии, надпись на все ещё сохранившейся гробнице Бурханеддина в Сивасе даты смерти не содержит.

## Семья
- Жена: дочь Эретнаоглу Мехмеда-бея, брак заключён в 1364 году[15][19].
- Жена: девушка из семьи Хаджимирогуллары, брак заключен в 1386 году[35]
- Сын: Алаэддин Али (Зейнел, Зейнелабеддин)[36]. Османский историк Нешри датировал смерть Зейнела 846 годом Хиджры (1442/43 год)[37].
- Сын: Мехмед-челеби (умер в 1391 году). Захоронение находится в Сивасе[38].
- Сын: Аббас[39].
- Дочь: Хабиба Сельчук-хатун (умерла в 1446/47 году)[39]. Захоронение находится в Сивасе[15]. Такое имя было дано ей, потому что бабушка её отца была внучкой сельджукского султана Кай-Кавуса II[15].
- Дочь: Была замужем за Насиреддином Дулкадироглу[40].
- Дочь: Рабия[39].

## Творчество

### Наследие
Бурханеддин писал труды об исламском праве и стихи. Самым известным из сочинений Кади Бурханеддина был его «Терджих» — комментарии о принципах юриспруденции на арабском языке. Бурханеддин написал также на арабском суфийский трактат, который он назвал «Эликсир счастья».
В Британском музее среди османских рукописей хранится диван его стихов. Он сохранился в единственном экземпляре. Это прижизненная копия с миниатюрами. «Диван» датирован 1393 годом и содержит более 20 тысяч стихотворных строк. Том разделён на два не равных по объёму раздела, в первом находятся 1500 газелей, а во втором 20 четверостиший (рубаи) и 119 туюгов — коротких мистико-эротических стихотворений. По словам Гибба, Бурханеддин был единственным поэтом среди западных тюрок, который использовал старую стихотворную форму под названием туюг. Туюг — это короткое стихотворение из четырёх строк, первая, вторая и четвёртая из которых рифмуются (а-а-b-a).
Диван Бурханеддина имеет особенности, отличающие его от других, более поздних сборников. В более поздние времена в диванах было принято не давать газелям названия, а упорядочивать по алфавиту по последней букве рифмы. В последнем бейте газели в поздние времена было принято называть псевдоним (тахаллус) автора. Газели же в диване Бурханеддина не упорядочены по алфавиту, псевдонима у Бурханеддина ещё не было, имени своего он в своих стихах не называл. Просодия (ритмика) в его стихах имеет метрические недостатки, которые были бы невозможны в более поздние времена. Как тематически, так и ритмически, его газели продолжают традиции персидской лирической поэзии, хотя и на тюркском языке.

### Стихи Бурханеддина
Все, что от века Бог заранее назначил - сбудется
Все, что глаза должны увидеть, - увижу.
И в этом и на том свете мы надеемся только на Бога,
Так что же [нам] какой-то Тохтамыш, или Аксак-Тимур.Перевод А. Крымского
Я сказал: «Уста твои!» А она: «О какой сладости он говорит!»
Я сказал: «Стан твой!» А она: «О какой стройности он говорит!»
Я сказал: «Всей своею душою заплачу за один твой локон!»
А она: «Этот голодранец говорит, как будто что-то [за душой] имеет!»Перевод А. Крымского

### Языки
О языках произведений Кади Бурханеддина источники пишут по-разному. Бадр ад-Дин аль-Айни (1360—1451) писал, что Бурханеддин слагал стихи на арабском, тюркском и персидском языках. А. Крымский повторил этот же набор языков, как Х. Торен в статье о Кади Бурханеддине в турецкой Исламской энциклопедии и Клод Каэн. При этом К. Каэн уточнил, что Бурханеддин был в основном персоязычным поэтом.

#### Версия азербайджанского языка
Если персидский язык называют все источники, арабский называется практически всеми, кроме Краткой литературной и Большой Российской энциклопедий, то в том, на каком тюркском языке (или на каких тюркских языках) написан Диван, существуют разногласия. Один из первых проведших исследования поэзии Кади Бурханеддина Фуат Кёпрюлю в своих различных статьях и книгах выдвинул мнение, что «Диван» Кади Бурханеддина обладает всеми особенностями азербайджанского тюркского. Турецкий тюрколог азербайджанского происхождения А. Джафароглу в статье об азери в Энциклопедии Ислама писал, что Бурханеддин и Насими сыграли важную роль в развитии литературы на этом языке. Автор статьи о Бурханеддине в Краткой литературной энциклопедии и азербайджанский филолог Ч. Г. Гусейнов в статье в Большой Российской энциклопедии утверждали, что Бурханеддин писал на азербайджанском, персидском и турецком языках. По мнению тюрколога И. Беллер-Ханн, поэзия Кади Бурханеддина представляет один из ранних этапов развития языка «Turc Ajami».

#### Азербайджанский диалект староанатолийского языка
К XIV веку язык имел две диалектные зоны (области): западную (Конья, Кыршехир, Сиврихисар, Болу, Кютахья, Айдын) и восточную (Кастамону, Чанкыры, Синоп, Эрзурум, Кайсери, Эрзинджан, Сивас). Эти диалекты в некоторой степени имели черты будущих османского и азербайджанского языков соответственно. По мнению лингвиста М. Эргина, опубликовавшего Диван, "азербайджанский и анатолийский диалекты еще не развивались отдельно в XIV веке, и для этого понадобилось еще 2-3 столетия", язык поэзии Бурханеддина имеет некоторые черты азербайджанского диалекта. 
Турецкий историк И. Х. Эртайлан, являющийся автором одного из первых академических исследований азербайджанской литературы, полагал, что «самым ценным произведением Кади Бурханеддина является написанный на азербайджанском диалекте Диван». Ф. Кёпрюлю  в «Истории турецкой литературы» отнес Кади Бурханеддина к  пишущим на анатолийском языке, в котором «заметны азербайджанские диалектные особенности». Согласно Х. Торен, язык поэзии Бурханеддина являлся староанатолийским тюркским языком, хотя в статье о творчестве Кади Бурханеддина в турецкой Исламской энциклопедии, Торен уточнила, что язык поэзии Бурханеддина относится к азербайджанской области староанатолийского языка. Аналогичного мнения придерживался Н.Банарлы. Согласно историку Исмаилу Узунчарышилы, тюркские стихи Бурханеддина написаны на азербайджанском диалекте. Автор статьи о Бурханеддине в Энциклопедии Ислама Я. Рыпка называл его среди поэтов, использовавших «азербайджанский диалект». 

#### Два диалекта
Первый исследователь поэзии Кади Бурханеддина Гибб писал: «Его газели и рубаи написаны на чистом, хотя и довольно своеобразном западно-тюркском диалекте, но туюги изобилуют восточно-тюркскими словами и грамматическими формами, которые он нигде более не использует». Турецкий лингвист Х. Девели так же утверждал, что в Диване Кади Буханеддина есть произведения на обоих диалектах староанатолийского языка. При этом западный диалект был для поэта родным, а восточный он изучил в период жизни в Каире, где официальным и литературным был мамлюкско-кыпчакский язык. Этот язык Х. Девели назвал "в целом восточно-тюркским". Все соответствующие восточному диалекту языковые особенности встречаются в основном в туюгах, где "восточно-тюркские элементы появляются бок о бок с западно-тюркскими элементами". По мнению Х. Девели, "время от времени он хотел использовать музыкальность этого диалекта для украшения слога, но ему не хватало владения этим диалектом". По мнению Х. Девели, историю развитие азербайджанского языка правильнее изучать на текстах Насими и Физули, а не Кади Бурханеддина.

#### Версия староанатолийского языка
Ряд других авторов озвучивали точку зрения о том, что во времена Бурханеддина был один общий язык «малоазийских турок», и не существовало чёткой грани между диалектами староанатолийского тюркского языка. Лингвист-тюрколог академик А. Н. Кононов считал, что Бурханеддин писал на тюркском языке, только «обнаруживающим связи с азербайджанским языком». По мнению Кононова, «в языке Дивана Бурханеддина Сивасского невозможно видеть особенности, присущие азербайджанскому языку, так как в это время нельзя было провести четкой грани между западноогузскими и азербайджанскими диалектами». Тюрколог В. Г. Гузев в своей монографии об османском языке тоже указывал, что в те времена язык тюркских племён, обосновавшихся в Анатолии, был един: «В XIV и XV веках количество произведений на языке малоазийских турок резко возрастает. К ним относится …. Диван Бурханеддина Сивасского». Далее В. Г. Гузев поясняет, что термин «староосманский», которым называют язык «малоазийских турок», является условным и сам язык более точно называется «староанатолийским тюркским языком». Староосманский язык имел две диалектные зоны: западную и восточную. Согласно Гузеву, в это время ещё не существовало отдельных языков, были лишь диалекты, в некоторой степени имевшие черты турецкого и азербайджанского языков, и «язык памятников, созданных в восточной части обнаруживает черты, сближающие его с азербайджанским языком». Главный редактор журнала «Советская тюркология» и издания «Сравнительно-историческая грамматика тюркских языков» Э. Р. Тенишев причислял Бурханеддина к поэтам, пишущим на «сельджукском (староанатолийско-тюркском, староосманском) письменно-литературном языке». Турецкий учёный Нури Юдже в статье об османо-турецком языке утверждал, что Бурханеддин писал на староосманском (староанатолийском) языке. 

## Значение, личность, оценка
Кади Бурханеддина высоко оценивали его современники и историки более поздних периодов. Ибн-Арабшах писал о нём: «Этот юноша был очень одаренным, талантливым, на пути познания науки он даже отказался от сна и за короткое время основательно изучил ряд наук»; «он был ученым, способным, благородным и стремящийся к зрелости [знания] человеком, он выделялся своими четкими изящными выражениями и словами. Несмотря на свой очень сильный авторитет, он был близок к массе, был нежен в обращении. Он был очень образован, поэтом, чутким, мыслящим, приятным, волевым, смелым и доблестным человеком. Добро и мудрость потустороннего мира он воплотил в себе и, ничего не боясь, раздавал их тысячами. Он любил ученых людей, проводил с ними собрания, он близко держался к народу, заботился о них». Историк Ставридес назвал его «одной из самых выдающихся личностей в Анатолии XIV века». Кади Бурханеддин правил в течение семнадцати лет помимо регентства. Источники представляют его как доброго солдата и смелого правителя, покровителя ученых людей. После кампаний он принимал необходимые меры для оживления экономической жизни, не стремился вводить новые пошлины, заботился о безопасности дорог. «Смелость и мужество были сродни его натуре», — писал о нём Ибн-Хаджар. Однако были у него и отрицательные качества. Гибб назвал его нрав «амбициозным и агрессивным».
Ташкопрюзаде и Саадеддин отзывались об «Терджихе» как о высоко ценимом среди «улемы» их времени. Бурханеддин был первым поэтом восточной Турции, чьи стихи сохранились (и можно атрибутировать). Диван Бурханеддина — самый старый из известных произведений такого рода. Кади Бурханеддин был поэтом, внёсшим значительный вклад в развитие турецкой поэзии, он считается одним из ярких представителей тюркоязычной литературы XIV века. В истории культуры Азербайджана Кади Бурханеддин тоже занимает видное место, наряду с Насими сыграв важную роль в развитии азербайджанской литературы. Наряду с Насими Бурханеддин считается основоположником азербайджанского аруза. Диван Бурханеддина имеет большое значение для исследования лексики, грамматики, диалектологии юго-западной группы тюркских языков, в частности и азербайджанского языка в историческом аспекте. Существенных расхождений с лексикой современного азербайджанского языка лексика «Дивана» не имеет, но она значительно отличается от лексического состава диванов других тюркоязычных поэтов.
По словам Бадр ад-Дина аль-Айни, Бурханеддин писал «прекрасные» стихи. Ташкопрюзаде, по-видимому, следуя Ибн-Хаджару, говорит: «Мевляна Бурхан-уд-Дин был мастером стихосложения». Гибб назвал его «замечательным человеком», который «был, если и не первым, то среди первых ранних лирических поэтов западной Турции».
Существует мнение, что, несмотря на то, что был выдающимся поэтом, он остался неизвестным, и он не оказал влияния ни на азербайджанскую, ни на османскую поэзию. Фон Хаммер даже не упоминает о нём. Хотя историки (Ташкопрюзаде, Ходжа Саадеддин, Кятиб-челеби) писали, что Кади Бурханеддин был известным поэтом, но османские поэты никогда не упоминали его, поскольку он жил за пределами Османской империи, и ему не уделялось много места в османских источниках. Впоследствии первым исследовал диван Бурханеддина и опубликовал некоторые из его стихотворений П. Мелиоранский (Отрывки изъ дивана Ахмеда Бурханъ-ед-дина Сивасского, 1885), следующим был Э. Гибб (История османской поэзии, 1909).

## Генеалогия
| \| \| \| \| \| \| \| \| \| \| \| \| \| \| \| \| \| \| \| \| Джелалуддин Хабиб \| \| \| \| \| \| \| \| \| \| \| \| \| \| \| \| \| \| \| \| \| \| \| \| \| \| \| \| \| \| \| \| \| \| \| \| \| \| \| \| \| \| \| \| \| \| \| \| \| \| \| \| \| \| Хусейн Хюсамуддин \| \| \| \| \| \| \| \| \| \| \| \| \| \| \| \| \| \| \| \| \| \| \| \| \| \| \| \| \| \| \| \| \| \| \| \| \| \| \| \| \| \| \| \| \| \| \| \| \| \| \| \| \| \| дочь кади из Кайсери \| \| \| \| \| \| \| \| \| \| \| \| \| \| \| \| \| \| \| \| \| \| \| \| \| \| \| \| \| \| \| \| \| \| \| \| \| \| \| \| \| \| \| \| \| \| \| \| \| \| \| \| \| \| Сулейман Сираджеддин \| \| \| \| \| \| \| \| \| \| \| \| \| \| \| \| \| \| \| \| \| \| \| \| \| \| \| \| \| \| \| \| \| \| \| \| \| \| \| \| \| \| \| \| \| \| \| \| \| \| \| \| \| \| женщина из знатного сельджукского рода \| \| \| \| \| \| \| \| \| \| \| \| \| \| \| \| \| \| \| \| \| \| \| \| \| \| \| \| \| \| \| \| \| \| \| \| \| \| \| \| \| \| \| \| \| \| \| \| \| \| \| \| \| \| Шемседдин Мухаммед \| \| \| \| \| \| \| \| \| \| \| \| \| \| \| \| \| \| \| \| \| \| \| \| \| \| \| \| \| \| \| \| \| \| \| \| \| \| \| \| \| \| \| \| \| \| \| \| \| \| \| \| \| \| Кей-Кубад III(?) \| \| \| \| \| \| \| \| \| \| \| \| \| \| \| \| \| \| \| \| \| \| \| \| \| \| \| \| \| \| \| \| \| \| \| \| \| \| \| \| \| \| \| \| \| \| \| \| \| \| \| \| \| \| дочь \| \| \| \| \| \| \| \| \| \| \| \| \| \| \| \| \| \| \| \| \| \| \| \| \| \| \| \| \| \| \| \| \| \| \| \| \| \| \| \| \| \| \| \| \| \| \| \| \| \| \| \| \| \| Бурханеддин Ахмед \| \| \| \| \| \| \| \| \| \| \| \| \| \| \| \| \| \| \| \| \| \| \| \| \| \| \| \| \| \| \| \| \| \| \| \| \| \| \| \| \| \| \| \| \| \| \| \| \| \| \| \| \| \| родственница султана Кей Хосрова \| \| \| \| \| \| \| \| \| \| \| \| \| \| \| \| \| \| \| \| \| \| \| \| \| \| \| \| \| \| \| \| \| \| \| \| \| \| \| \| \| \| \| \| \| \| \| \| \| \| \| \| |                                        |  |  |  |  |  |  |  |  |  |  |  |  |  |  |  |
| |                                        |  |  |  |  |  |  |  |  |  |  |  |  |  |  |  |
| | Джелалуддин Хабиб                      |  |  |  |  |  |  |  |  |  |  |  |  |  |  |  |
| |                                        |  |  |  |  |  |  |  |  |  |  |  |  |  |  |  |
| |                                        |  |  |  |  |  |  |  |  |  |  |  |  |  |  |  |
| | Хусейн Хюсамуддин                      |  |  |  |  |  |  |  |  |  |  |  |  |  |  |  |
| |                                        |  |  |  |  |  |  |  |  |  |  |  |  |  |  |  |
| |                                        |  |  |  |  |  |  |  |  |  |  |  |  |  |  |  |
| | дочь кади из Кайсери                   |  |  |  |  |  |  |  |  |  |  |  |  |  |  |  |
| |                                        |  |  |  |  |  |  |  |  |  |  |  |  |  |  |  |
| |                                        |  |  |  |  |  |  |  |  |  |  |  |  |  |  |  |
| | Сулейман Сираджеддин                   |  |  |  |  |  |  |  |  |  |  |  |  |  |  |  |
| |                                        |  |  |  |  |  |  |  |  |  |  |  |  |  |  |  |
| |                                        |  |  |  |  |  |  |  |  |  |  |  |  |  |  |  |
| | женщина из знатного сельджукского рода |  |  |  |  |  |  |  |  |  |  |  |  |  |  |  |
| |                                        |  |  |  |  |  |  |  |  |  |  |  |  |  |  |  |
| |                                        |  |  |  |  |  |  |  |  |  |  |  |  |  |  |  |
| | Шемседдин Мухаммед                     |  |  |  |  |  |  |  |  |  |  |  |  |  |  |  |
| |                                        |  |  |  |  |  |  |  |  |  |  |  |  |  |  |  |
| |                                        |  |  |  |  |  |  |  |  |  |  |  |  |  |  |  |
| | Кей-Кубад III(?)                       |  |  |  |  |  |  |  |  |  |  |  |  |  |  |  |
| |                                        |  |  |  |  |  |  |  |  |  |  |  |  |  |  |  |
| |                                        |  |  |  |  |  |  |  |  |  |  |  |  |  |  |  |
| | дочь                                   |  |  |  |  |  |  |  |  |  |  |  |  |  |  |  |
| |                                        |  |  |  |  |  |  |  |  |  |  |  |  |  |  |  |
| |                                        |  |  |  |  |  |  |  |  |  |  |  |  |  |  |  |
| | Бурханеддин Ахмед                      |  |  |  |  |  |  |  |  |  |  |  |  |  |  |  |
| |                                        |  |  |  |  |  |  |  |  |  |  |  |  |  |  |  |
| |                                        |  |  |  |  |  |  |  |  |  |  |  |  |  |  |  |
| | родственница султана Кей Хосрова       |  |  |  |  |  |  |  |  |  |  |  |  |  |  |  |
| |                                        |  |  |  |  |  |  |  |  |  |  |  |  |  |  |  |
| |                                        |  |  |  |  |  |  |  |  |  |  |  |  |  |  |  |

## Комментарии
1. ↑  Кара-Юлук Осман, сын Кутлу-бея и Трабзонской принцессы, был дедом Узун-Гасана.
2. ↑  В стране язычников господа имеют обыкновение кочевать с своими стадами и брать на откуп от владетелей землю, где находятся хорошие пастбища. Случилось однажды, что знатный Турок, именем Отман, кочуя в стране, прибыл летом в область, именуемую, подобно главному городу своему, Сивас. Владетель сего края Бурхан-Эддин, соглашаясь на просьбу Отмана, уступил ему то пастбище, с тем, чтобы он им пользовался в течение лета. По наступлении же осени, Отман, без предварительного уведомления, возвратился на родину.Шильтбергер[31]
Потом между Карайлуком и султаном [Бурхануддином] проявилась [враждебная] мощь, превратилась в спор и завершилась сражением. Карайлук расторгнул [двухсторонний] договор и отказался преподносить подарки и доставлять слуг, а также с сопровождавшими его туркменами обосновался на неприступной и укрепленной местности.Ибн Арабшах[32]